# Пластики
Пластики (The Plastiki) је катамаран направљен од 12.500 искоришћених пластичних боца и других пластичних производа. Шесточлана посада на челу са Дејвидом де Ротшилдом је 20. марта 2010. године кренула из Сан Франциска са намером да се посјете неколико мјеста која су од еколошког значаја или која су погођена промјенама у човјековој околини насталим због глобалног загријавања. Пластики је стигао у Сиднеј 26. јула 2010. године.
Име брода је је смишљено тако да асоцира на двије ријечи: пластика — материјал од ког је направљен и Кон-Тики — назив сплава који је изградио Тор Хејердал, а који је имао путању сличну Пластикијевој.